# Sylvester Szmyd
Sylvester Szmyd, född 2 mars 1978 i Bydgoszcz, är en professionell polsk tävlingscyklist.
Han har varit professionell sedan 2001, men har cyklat sedan han var 10 år. Tävlar sedan 2009 för det italienska UCI ProTour-stallet Liquigas. Tidigare har han tävlat med Tacconi Sport, Mercatone Uno-Scanavino och Saeco Macchine per Caffé. Szmyd kommer under säsongen 2013  att representera det spanska Movistar stallet. 
Sylvester Szmyd tog sin första professionella seger när han vann etapp 5 av Critérium du Dauphiné Libéré 2009.

## Karriär
Szmyd slutade tvåa i GP Schwarzwald 2004 efter den tyska cyklisten Markus Fothen. Under säsongen 2002 slutade han trea på GP Fred Mengoni efter Danilo Di Luca och Bo Hamburger. Polacken var med i Tacconi Sports laguppställning till Giro d'Italia under sin andra säsong som professionell. I sitt första stora etapplopp slutade han 44:a.
Under säsongen 2007 slutade han tvåa i Settimana Ciclista Lombardas slutställning efter ryssen Alexander Efimkin. Samma år slutade han också tvåa på etapp 4, uppför Mont Ventoux, på Critérium du Dauphiné Libéré efter fransmannen Christophe Moreau. Med anledning av sina resultat under året fick han köra både Giro d'Italia och Vuelta a España för Lampre-Fondital.
I juni 2008 körde polacken Critérium du Dauphiné Libéré och slutade på fjärde plats på etapp 6. Szmyd var med i Lampres laguppställning till både Giro d'Italia och Tour de France under säsongen 2008. I Tour de France slutade han på 26:e plats och polacken slutade 23:a på Giro d'Italia.
Sylvester Szmyd gick vidare till Team Liquigas efter säsongen 2009. Under året vann han etapp 5 av Critérium du Dauphiné Libéré framför Alejandro Valverde. Etappen gick upp till Mont Ventouxs topp.
Innan Sylvester Szmyd blev professionell gjorde han bra resultat i de italienska tävlingarna Giro della Valle d'Aosta och GP Capodarco under säsongen 2000.

## Stall
- 2001-2002 Tacconi Sport-Vini Caldirola
- 2003 - Mercatone Uno-Scanavino
- 2004 - Saeco Macchine per Caffé
- 2005 - Lampre-Caffita
- 2006-2008 Lampre-Fondital
- 2009-2012 Team Liquigas
- 2013 Team Movistar